# 王聲溢
王聲溢（{1843年——1933年}}），字东崖，山东招远黄土崖村人。清朝进士、政治人物。
咸丰11年（1861年）副贡；光绪15年（1889），乡试中举，光绪26年担任章丘县教谕，曾在左宝贵幕下供事。光绪二十九年，登进士三甲第165名，授四川荣昌知县。清末民国初期，在家设私塾教授弟子，人称“东崖夫子”。有子王中荃宣统3年任成都审判庭长，娶牟擢之女。